# Cyril Offord
Albert Cyril Offord FRS (9 de junho de 1906 — 4 de junho de 2000) foi um matemático britânico.
Obteve dois doutorados em matemática: Universidade de Londres (1932) e Universidade de Oxford (1936).
Foi o primeiro professor de matemática da London School of Economics. Foi eleitomembro da Royal Society em 1952.
Seu número de Erdős é 1.